# San Bartolomé Milpas Altas
San Bartolomé Milpas Altas é uma cidade da Guatemala do departamento de Sacatepéquez.